# Język pomocniczy (Polska)

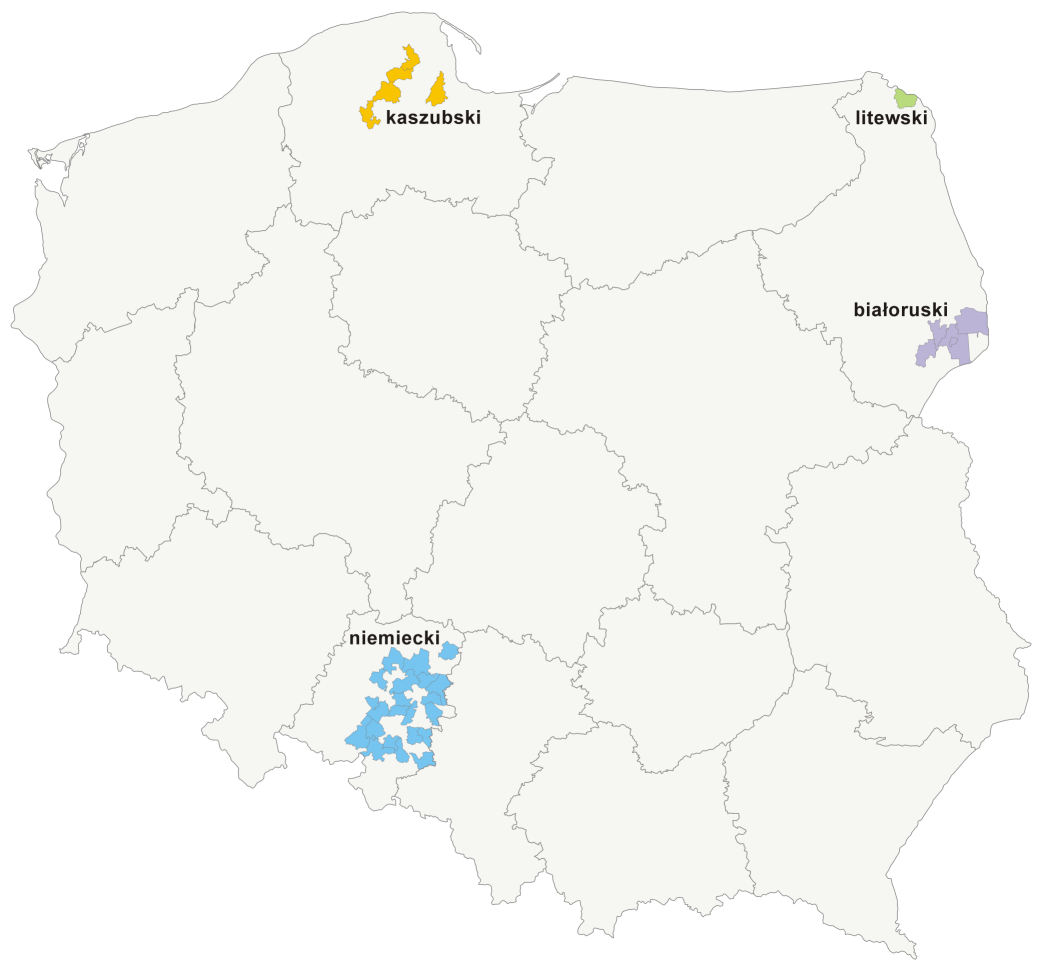
Gminy w Polsce z językiem pomocniczym (stan na 2014)

Język pomocniczy – w prawodawstwie polskim język mniejszości narodowej lub etnicznej albo język regionalny, dopuszczony do użycia obok języka urzędowego (języka polskiego), wyłącznie przed organami gminy. Osoby należące do mniejszości mogą w języku pomocniczym zwracać się ustnie i pisemnie do organów gminy oraz, na swój wyraźny wniosek, uzyskiwać odpowiedzi urzędowe w tym języku. W języku pomocniczym mogą być również wnoszone do organów gminy podania.
Język pomocniczy może być używany jedynie w gminach, w których liczba mieszkańców gminy należących do mniejszości, której język ma być używany jako język pomocniczy, jest nie mniejsza niż 20% ogólnej liczby mieszkańców gminy i które zostały wpisane do Urzędowego Rejestru Gmin, w których używany jest język pomocniczy. Rejestr ten prowadzi minister właściwy do spraw działu administracji rządowej – wyznania religijne oraz mniejszości narodowe i etniczne. Wpisu dokonuje się na wniosek zainteresowanej rady gminy.
Ustawa o mniejszościach narodowych i etnicznych oraz o języku regionalnym dopuszcza, aby w gminie wpisanej do Urzędowego Rejestru Gmin pracownikom zatrudnionym w urzędzie gminy, w jednostkach pomocniczych gminy oraz w gminnych jednostkach i zakładach budżetowych może być przyznany dodatek z tytułu znajomości języka pomocniczego obowiązującego na terenie tej gminy. Wysokość dodatku regulują przepisy w sprawie zasad wynagradzania pracowników samorządowych. W latach 2005–2009 wynosił on 10% wysokości płacy minimalnej, a od 2009 roku brak jest regulacji w tej sprawie.
25 września 2015 r. Sejm przyjął zmianę ustawy o mniejszościach narodowych i etnicznych oraz o języku regionalnym, zgodnie z którą również w powiatach, w których liczba mieszkańców należących do mniejszości jest nie mniejsza niż 20% ogólnej liczby mieszkańców, możliwe będzie wprowadzenie języka pomocniczego. Na podstawie zawartych w niej zmian język pomocniczy można byłoby wprowadzić w 4 powiatach językami kaszubskim, białoruskim i litewskim. Ustawa ta została jednak zawetowana przez prezydenta.

## Gminy, w których wprowadzono język pomocniczy
Według wyników narodowego spisu powszechnego w 2011 roku, w Polsce istniało 51 gmin, w których co najmniej 20% mieszkańców deklarowało przynależność do mniejszości narodowej lub etnicznej, ewentualnie posługiwało się językiem regionalnym. Według stanu na 21 lutego 2014, wpis taki uzyskały 33 gminy (w jednej gminie dopuszczono język litewski, w 5 – język kaszubski, w 5 – język białoruski, w 22 – język niemiecki).
Fakt obecności języka pomocniczego w gminie lub jego braku nie ma żadnego związku z procedurami dotyczącymi wprowadzenia dodatkowych nazw miejscowości i obiektów fizjograficznych w językach mniejszości lub języku regionalnym.